# NO TITLIST
「NO TITLIST」（ノン タイトリスト）は、宮沢りえの2作目のシングル。

## 概要
- 前作に引き続き小室哲哉がプロデュース。しかし、ジャケットには表記されていない。
- 自身が主演を果たしたフジテレビ系ドラマ『いつも誰かに恋してるッ』の主題歌。
- オリコン週間チャートでは初動84030枚を売り上げ1位に初登場。総売上は25.7万枚。

## 収録曲
1. NO TITLIST
（作詞：川村真澄　作曲・編曲：小室哲哉）
2. SHOOTING STAR (New Version)
（作詞：麻生圭子　作曲：佐藤準　編曲：山本健司）

## 収録アルバム
- ポップスBGMヒット・パーティ
- スーパー・アイドル・ヒット!
- おもいっきり!KARAOKE/'90SUPERベストSong−女編−
- GAME
- 20ans 〜BEST SELECTION〜
- GOLDEN J-POP/THE BEST
- 青春歌年鑑'90 BEST30
- THE GREATEST HITS 小室哲哉作品集a